# 德爾 (密蘇里州)
德爾，又名德爾迪萊特（Dell Delight），是位於美國密蘇里州本頓縣的非建制地區。

## 歷史
德爾的郵局於1866年設立，其後於1911年停運。

## 地理
德爾所處的海拔為高於海平面294米（即965英呎），而該地所採用的時區為UTC-6，即北美中部時區（CST）。同時該地設有夏令時間，為UTC-6調快一小時，即UTC-5（CDT）。